# 邱俊瑋 (畫家)
邱俊瑋（1989年10月20日—2019年4月），臺灣臺中市人，第三屆總統教育獎得主，杜興氏肌肉營養不良症患者，繪本作家。

## 生平記事

### 年少
邱俊瑋為1989年10月20日出生於台中，六歲時因杜興氏肌肉營養不良症病發導致父親離婚，由從事金融業的母親陳翠華獨自照顧他與妹妹。
由於邱俊瑋行動被框在輪椅上，經常以畫畫來表達心思意念。母親回憶兒子得病初期常自怨，直到9歲時至澄清湖畫下一幅平靜湖泊的畫，而心境平靜。在雙手還未全部萎縮前，他喜歡手繪各種戰鬥機，之後改以電腦繪畫。2002年7月7日，臺中縣立文化中心舉行「俊瑋的希望之歌～當小狗遇見向日葵」邱俊瑋畫展，台中縣長黃仲生親自參加開幕。10月7日，邱俊瑋母校大勇國小為其舉辦「生命小勇士，大勇展翅圓夢」畫展。2003年7月11日，第三屆總統教育獎獲獎名單公布，其中國小組有邱俊瑋、鄭韻婷等得獎。
邱俊瑋在就讀崇倫國中國三上學期，因呼吸慢性衰竭，必須每天十小時戴上全罩式呼吸輔助器，只能改成彈性上課，功課因此退步。校方並協助他設個人網站「蚯蚓的希望之家」http://www.anearthworm.com。2006年5月10日，即將畢業的邱俊瑋，在崇倫國中舉行畫展。6月24日，在國立台灣美術館辦個人畫展。7月12日，總統陳水扁到國立台灣美術館與邱俊瑋再度見面。該年，他入學上台中高工圖文傳播科時，校方情商國立彰化師範大學特殊教育博士李宛諭擔任其班導師，並有同窗湯筱青自願在旁照顧。
2007年4月12日，邱俊瑋獲頒第十屆周大觀文教基金會全球熱愛生命獎章。
同學見邱俊瑋蠕動爬行、又姓邱，遂取「蚯蚓」作綽號。邱俊瑋則認為蚯蚓沒有手腳，卻能打通泥土動脈，沒有放棄自己為大地付出的夢想，是只剩微弱體力的自己的模範。他便把自己代入蚯蚓，創作出「蚯蚓釣魚」、「蚯蚓衝浪」、「蚯蚓上太空」等畫作。2007年6月22日，邱俊瑋繪本《吉丁的超級任務》舉行新書發表會，內容為一隻希望阻止人類破壞環境的蚯蚓前往城市與人類總統達成保護大自然的協議。

### 成年
邱俊瑋會在他的書桌、房間擺上多個戰機模型。2009年10月19日，他在華山1914文化創意產業園區舉辦生平第四次個展。次日，20歲生日，邱俊瑋新書《仰角四十五度》、《上帝看見我的微笑》發表會上，他躺在輪椅上，對林正盛、馬修·連恩、黃榮村、吳春山、張麗莉等人，講出想看戰鬥機表演的願望。此願望由《中國時報》獨家報導後，引起國防部長高華柱關切。21日，清泉崗基地政戰主任謝茂淞上校透過《中國時報》與邱俊瑋母親聯繫，表示可安排參觀。22日，空軍四二七聯隊政戰副主任李泰德到台中市探望邱俊瑋。27日，邱俊瑋在少校飛官謝智超介紹下，從木板釘製防風的戶外空間，近距離觀看F-CK-1經國號戰鬥機起降。次年，8月16日，空軍第七作戰隊長荊元武到邱俊瑋家中，送上「榮譽隊員」證書。
2012年10月20日，邱俊瑋與林存青在台中舉行繪本《一隻看見彩虹的狗》新書發表會。
之後，邱俊瑋已只能在家與附近公園活動，由中山醫學大學附設醫院安寧緩和醫療團隊居家訪視。邱俊瑋因變得無力繪畫，家人在2015年10月20日將他舊作出版手機貼圖，於光之藝廊展出。該畫廊是陳翠華擔任台灣身心障礙藝術發展協會理事長時，在龍寶建設董事長張麗莉等人贊助下開設，讓身障孩童有發表作品的場所。
2019年4月底邱俊瑋過世後，5月25日，路思義教堂舉行追思禮拜時，交通部長林佳龍、前教育部長黃榮村、空軍第七作戰隊出席。

## 出版書籍
- 邱俊瑋. . 台中縣立文化中心. 2006  [2024-03-04]. ISBN 9789860055887. （原始内容存档于2024-03-04）.
- 邱俊瑋. . 三之三文化. 2007  [2024-03-04]. ISBN 9789867295323. （原始内容存档于2024-03-04）.
- 邱俊瑋、陳晶. . 文瀾資訊. 2009  [2024-03-04]. ISBN 9789868506626. （原始内容存档于2024-03-04）.
- 邱俊瑋. . 文瀾資訊. 2009  [2024-03-04]. ISBN 9789868506619. （原始内容存档于2024-03-04）.
- 林存青、邱俊瑋. . 文瀾資訊. 2012  [2024-03-04]. ISBN 9789868878303. （原始内容存档于2024-03-04）.